# 板井れんたろう
板井 れんたろう（いたい れんたろう、1936年10月18日 - 2017年12月6日
）は、日本の漫画家。板井レンタロー、荒井太郎、板井たけお、板井太郎、板井練太郎などの名義による作品も多い。

## 人物・来歴
兵庫県芦屋市生まれ、東京都杉並区に育つ。父親は大分県出身。
杉並区立久我山中学校から日本大学第二高等学校に進学。中学2年生のときに、手塚治虫の漫画作品に感銘を受け、漫画家を目指した。日大第二高時代に『漫画少年』にアマチュア投稿をしたことがある。
1955年に日本大学商学部に進学。同時に単行本『関が原の決戦』（曙出版）でデビュー。大学卒業後、仲間の園山俊二と東海林さだおらと『学漫グループ』に参加したことがある。
はじめは手塚のようにストーリー漫画を掲載していたが、1960年代から1970年代にかけて、暖かみのあるギャグ漫画に転向して人気を博した。同時に手塚の影響を受けた板井の絵柄が、「笑い目で泣く」や「笑い目で汗をかく」といった独自の表現法を生み出したが、アシスタントの吾妻ひでおをはじめ、吾妻ファンだった高橋留美子、まつもと泉なども、この表現法を用いている。評論家の石子順は「ほのぼのとしたタッチで子供の生活を描いていた。勢いがある漫画で”笑いながら泣く目”といった独特の表現が評判になった。彼の手法にいろんな漫画家に影響を受けたのでは…」と述べている。
晩年は『ちゃぐりん』（家の光協会）で『いちばん元気くん』を連載していたほか、日本共産党の機関紙『しんぶん赤旗』日曜版に長年『六助くん』を連載していた。
2017年12月6日、進行性核上性麻痺のため81歳で亡くなった。

## 作品
- がんばれ太郎丸[4]
- 走れ風太郎[5]
- 関が原の決戦（関ヶ原の戦い）
- グンちゃん
- ララちゃん
- あきれたおるすばん
- あきれたおおみそか
- 黒姫滝の決闘
- 鼓坂の決闘
- ドロボウ学園
- 百万両の鈴
- バットくん
- スリルくん
- ポテト大将
- 火炎人間
- にっこりレディ
- サムライ同盟（『少年』、1967年ごろ）[6]
- グンバツ野郎
- おらぁグズラだど
- かみなりゴロッペ
- なんでもヤッ太郎
- クレオくん
- ドカチン
- ドタマジン太（『冒険王』）
- アキレ太くん
- 遠山の金ちゃん
- ハゼドン（『たのしい幼稚園』[7]『テレビマガジン』[8]）
- ラブタッチ先生キャンディ（『小学四年生』、1975年[9] - 1976年[10]）
- モテナイくん
- やっぱり!テツヤくん
- 六助くん（『赤旗』日曜版）
- いちばん元気くん（元気くんシリーズ）（『ちゃぐりん』）
- ほがらかQちゃん（『小学一年生』、1964年ごろ）[11]
- モテナイくん（『小学六年生』、1975年ごろ）[12]

## アシスタント
- 吾妻ひでお

## 登場作品
- 地を這う魚 - アシスタントの吾妻ひでおの自伝的作品で、板井をモデルとした人物「いててどう太郎」が登場する。